# Герб Астурії
Ге́рб Асту́рії (ісп. Escudo de Asturias; Escudo del Principado de Asturias) — офіційний герб Астурії, автономної спільноти та провінції в Північній Іспанії. Має вигляд синього щита із золотим Астурійським хрестом, так званим «Хрестом Перемоги», що уособлює Реконікісту, перемогу християн над мусульманами. Знизу поперечини хреста додані золоті грецькі літери — Альфа й Омега, класичні християнські символи. По краю щита розміщено напис латиною: «Цей знак береже благовірного, цей знак перемагає ворога» (лат. HOC SIGNO TUETUR PIUS, HOC SIGNO VINCITUR INIMICUS). Щит увінчує іспанська королівська корона на знак приналежності Астурії іспанській монархії. Затверджений 27 квітня 1984 року на основі герба провінції Ов'єдо 1857 року.

## Історія
Найдавніший символ Астурії — Астурійський хрест, так званий «Хрест Перемоги». За переказом, його використовував астурійський король Пелагій у переможній битві при Ковадонзі. Незважаючи на легендарність переказу, цей хрест став уособленням звитяги астурійців над маврами, а згодом — символом усієї Реконкісти.
У часи існування Астурійського королівства (718—924) його монархи не використовували гербів, оскільки в Європі ще не з'явилася геральдика. Проте у пізньому середньовіччі й ранньому новому часі легендарним гербом королів Астурії вважався пурпуровий (червоний) лев-рампант на срібному тлі, відомий як герб Леонського королівства, прямого спадкоємця Астурійської держави.
Найбільш старий відомий герб Астурії датуєтеся XV століттям. Він мав вигляд щита поділеного на 4 частини. У 1-й частині — герб Кастилії, золота вежа на червоному тлі; у 3-й частині — герб Леону, червоний лев-рампант на срібному тлі; у 2-й і 4-й частинах — герб Галісії, золота чаша на синьому тлі із золотими хрестами. Цей герб помилково приписувався Астурійським принцам та Астурії. Він присутній у багатьох друкованих виданнях XVII—XVIII століття, зокрема у «Енциклопедії» Дені Дідро.
Також існує геральдична корона принца Астурії.

## Галерея

Астурійський хрест
Леонський лев
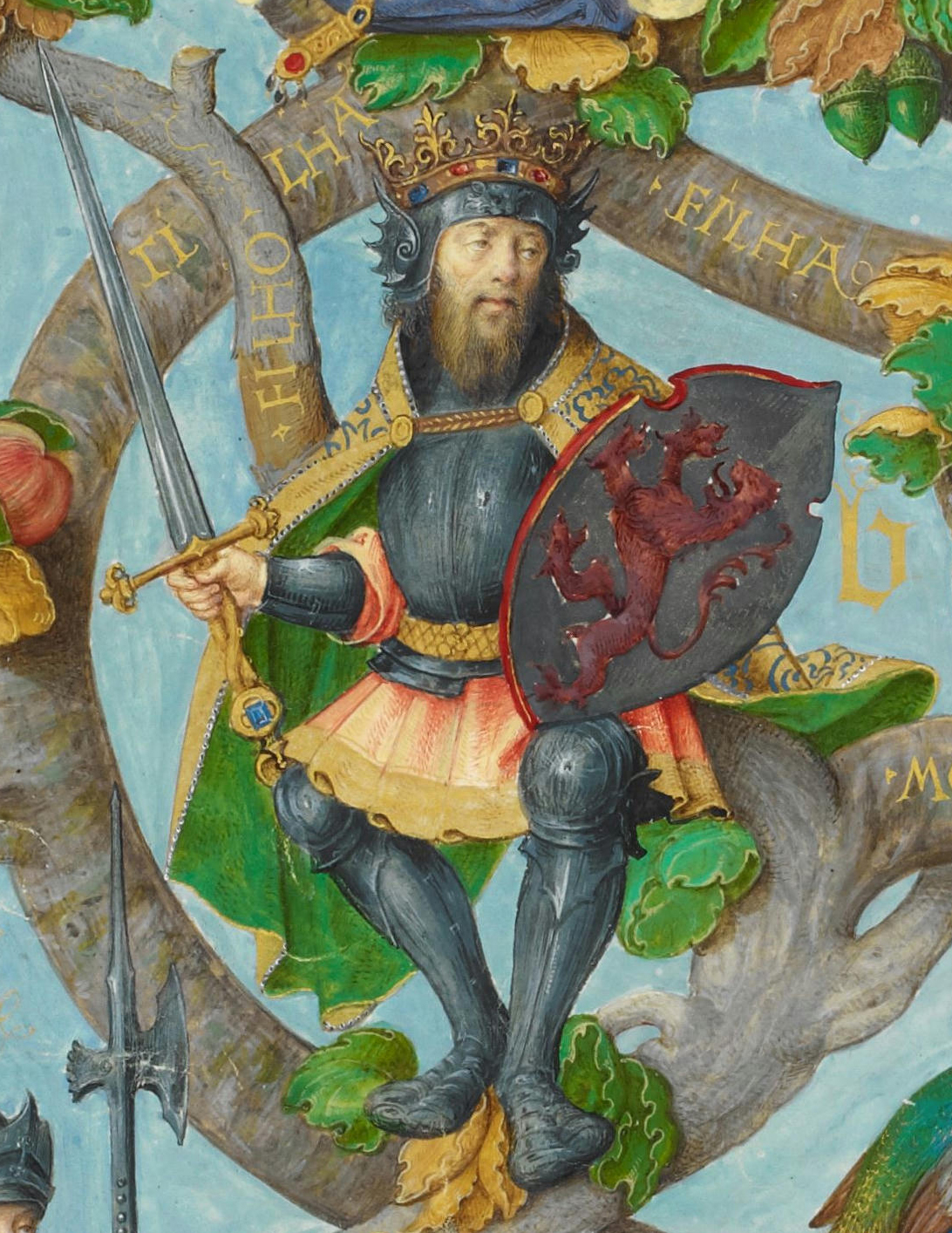
Пелагій із гербом Астурії «Генеалогія королів Португалії», 1530—1534
Старий герб Астурії XV—XVIII
Герб провінції Ов'єдо 1857
Альтернативна версія XIX ст.
Герб суверенної ради Астурії і Леону 1936—1937
Логотип уряду Астурії 1983
Веблоготип уряду Астурії
Герб Фонду Принца Астурійського
Прапор Астурії